# Dimitra Emanuil
Dimitra Emanuil (gr.: Δήμητρα Εμμανουήλ, Dí̱mi̱tra Emmanouí̱l; ur. 13 maja 1984 w Atenach) – grecka lekkoatletka, specjalizująca się w skoku o tyczce.

## Osiągnięcia
- 4. miejsce na mistrzostwach świata juniorów (Kingston 2002)
- 4. lokata podczas mistrzostw Europy juniorów (Tampere 2003)
- brązowy medal Uniwersjady (Izmir 2005)

## Rekordy życiowe
- skok o tyczce – 4,35 (2011)
- skok o tyczce (hala) – 4,25 (2009)